# أتسكو أسانو
أتسكو أسانو (باليابانية: 浅野温子) هي ممثلة يابانية، ولدت في 4 مارس 1961 بأداتشي في اليابان.

## وصلات خارجية
- أتسكو أسانو على موقع IMDb (الإنجليزية)
- أتسكو أسانو على موقع ألو سيني (الفرنسية)
- أتسكو أسانو على موقع أول موفي (الإنجليزية)
- أتسكو أسانو على موقع قاعدة بيانات الفيلم (الإنجليزية)
- أتسكو أسانو على موقع كينوبويسك (الروسية)